# Ormberget, Luleå
För andra betydelser, se Ormberget (olika betydelser).
Ormberget är ett friluftsområde i Luleå. Inom området finns det skidbacke, pulkbacke och ett omfattande motionsspårsystem med belysning som vintertid är preparerade längdskidsspår med skidskyttestadion. Dessutom finns utomhus gym, äventyrsslingor, restaurang, omklädningsrum, dusch, relax och bastu.

## Skidbacken

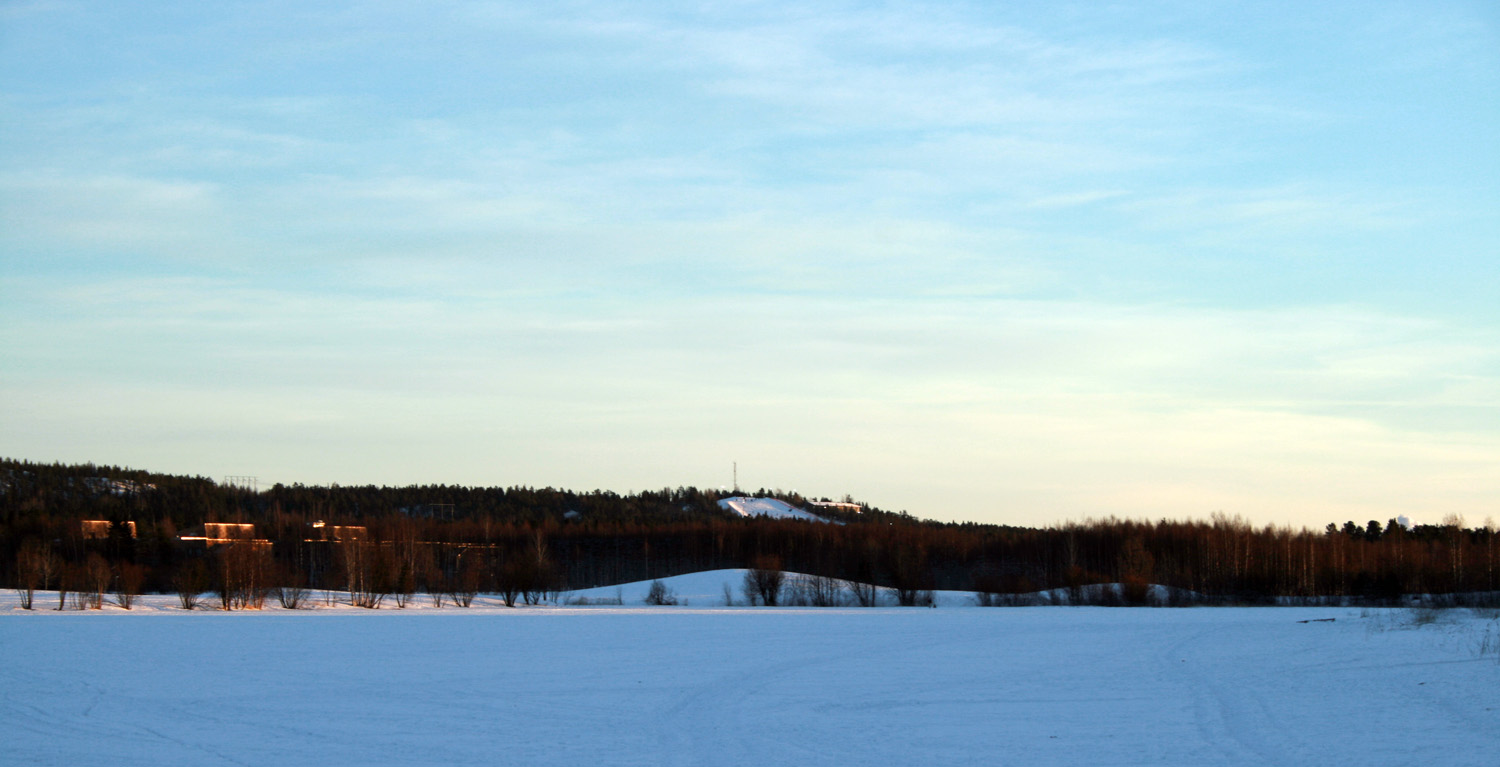
Ormberget, februari 2009.

Ormbergsbacken är en teknik- och familjebacke, lämplig för barn och nybörjare, fallhöjden är cirka 45 meter och längden på backen är cirka 270 meter. Den har en knapplift uppför backen och utför går det att åka i slalombacken, över ett Big-jump eller i pisten lite vid sidan av backen. Det går att åka både skidor och bräda. Vid sidan av skidbacken finns också en stor pulkabacke.

## Skid- och motionsspår

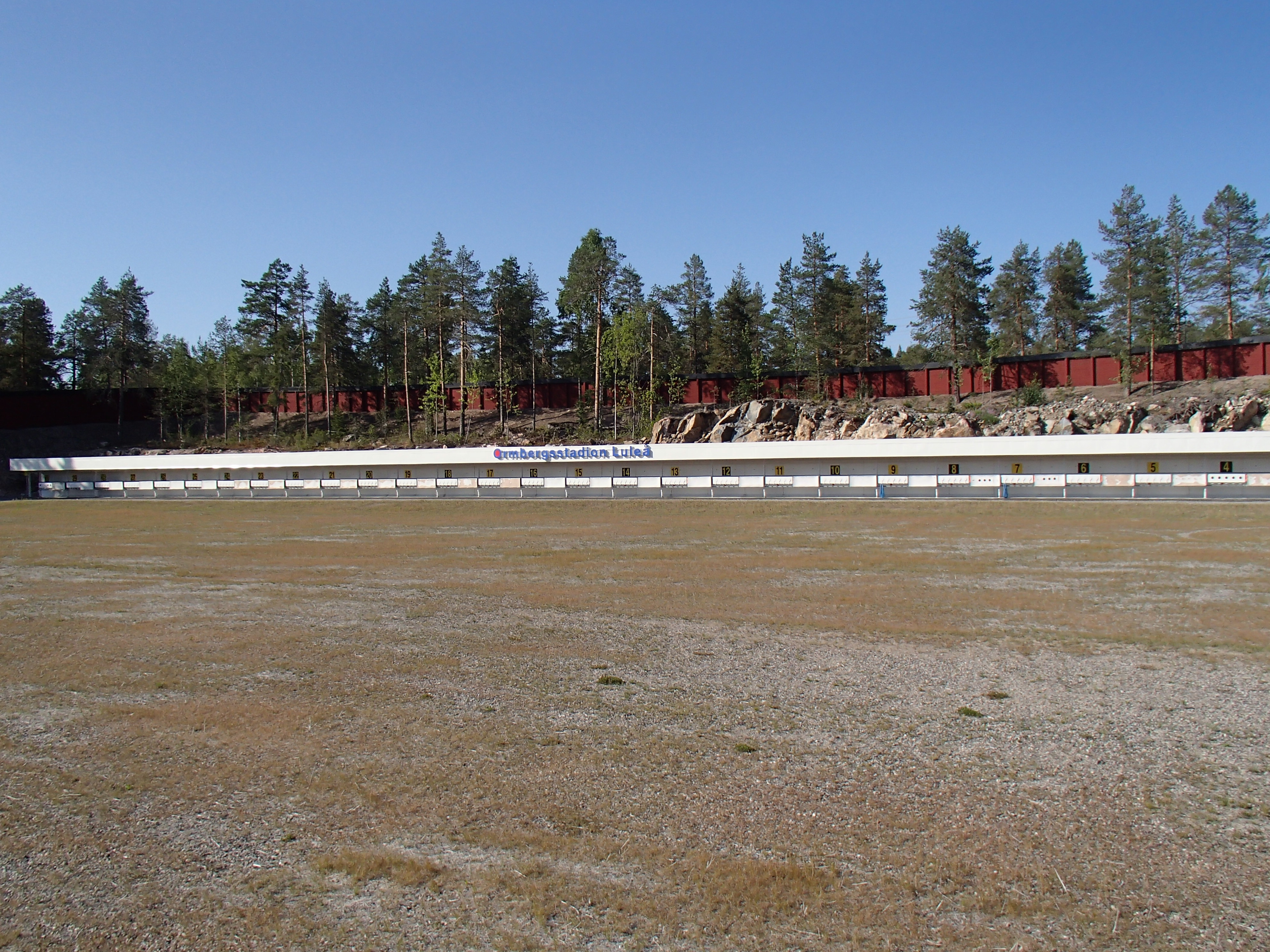
Skjutvallen på Ormbergsstadion, augusti 2014

På Ormberget och anslutande Hertsölandet finns det ett omfattande elljusbelyst spårsystem. Sommartid är det joggingspår och vintertid skidspår. Spårens totala längd är cirka 25 km och det finns markerade spår med längder från 1,5 till 10 km.
Längdspåren är mycket varierande och passar både motionsåkare och mer avancerade åkare. För längdskidåkarna finns det vid starten en värmestuga samt vallabod. Spåren passerar skidskyttestadion som har 30 skjutbanor.

## Draghundsträning
Vintertid kan även några av skidspåren användas till draghundsträning. Draghundsträning är tillåten under vissa tider.
Kommunikationer
Luleå Lokaltrafiks busslinje 2 passerar Ormberget.